# 仲野えみこ
仲野 えみこ（なかの えみこ、11月24日 - ）は日本の漫画家。女性。
2004年、「ライラ・ライラ」（『LaLa DX』7月号掲載）でデビュー。白泉社の『LaLa』や『LaLa DX』で活躍している。2009年まで『LaLa』の読者ページを担当していた。2017年12月から産休に入り、2018年9月22日発売の『LaLa』2018年11月号より復帰。

## 作品リスト

### 連載
- 帝の至宝（『LaLaDX』2008年11月号、2009年5月号 - 2014年7月号[3]）
  - 帝の至宝 特別編（『LaLaDX』2020年7月号[4] - 2021年1月号）
- めがねのインキュバス君（『LaLa』2011年12月号 - 2012年2月号）
- けだものにロリポップ（『LaLaDX』2014年9月号[5] - 2016年3月号）
- 劉備徳子は静かに暮らしたい（『LaLa』2016年8月号[6] - 2020年2月号[7]）
- 婚約者は溺愛のふり（『LaLa』2021年11月号[8] - 2022年2月号、2022年6月号[9] - ）

### 読み切り
- 三次元のリン（『LaLaDX』2004年5月号）
- ライラ・ライラ（『LaLaDX』2004年7月号） - 『めがねのインキュバス君』に併録。
- 猫の名前（『LaLaDX』2004年9月号）
- 魔女にうさぎの人形を（『LaLaDX』2005年1月号） - 『帝の至宝』1巻に併録。
- 永久天体（『LaLaDX』2005年3月号） - 『イヴの秘めごと』に収録。
- 幾千夜（『LaLaDX』2005年7月号） - 『めがねのインキュバス君』に併録。
- ひよこスクランブル（『LaLa』2006年1月号） - 『イヴの秘めごと』に収録。
- 姫君の指輪とゆううつ（『LaLaスペシャル』2006年8月号） - 『帝の至宝』4巻に併録。
- 交渉屋アーリン（『LaLaDX』2006年11月号） - 『帝の至宝』3巻に併録。
- イヴの秘めごと（『LaLa』2010年10月号） - 『イヴの秘めごと』に収録（短編集表題作）。
- ブラックコーヒー（『LaLa』2011年6月号） - 『イヴの秘めごと』に収録。
- 魔法のゆび（『青LaLa』2012年） - 『イヴの秘めごと』に収録。
- 帝の至宝 アンコール読切（『LaLa DX』2015年7月号）

### 書籍
- 『帝の至宝』、白泉社〈花とゆめコミックス〉2009年 - 2014年、全7巻
- 『めがねのインキュバス君』、白泉社〈花とゆめコミックス〉2012年、全1巻
- 『けだものにロリポップ』、白泉社〈花とゆめコミックス〉2015年 - 2016年、全2巻
- 『劉備徳子は静かに暮らしたい』、白泉社〈花とゆめコミックス〉2017年 - 2020年、全5巻
- 『帝の至宝 特別編』、白泉社〈花とゆめコミックス〉2021年、全1巻
- 『婚約者は溺愛のふり』、白泉社〈花とゆめコミックス〉2022年 - 、既刊6巻（2025年4月4日現在）

## 受賞歴
- 2004年 - 「三次元のリン」 第144回LMSベストルーキー賞
- 2004年 - 「ライラ・ライラ」 第35回LMGゴールドデビュー賞
- 2009年 - 第34回白泉社アテナ新人大賞 デビュー優秀者賞[10]

## 関連人物
緑川ゆき
緑川は仲のいい漫画家のひとりに仲野を挙げている。